# Tomoe
Um tomoe (巴), também erro em {{japonês}}: Texto em japonês ou romaji necessário (ajuda), e tomowe (ともゑ), em sua forma arcaica, é uma forma japonesa abstrata descrita como um redemoinho que se assemelha a uma vírgula ou a forma usual de um magatama. A origem do tomoe é incerto. Alguns pensam que originalmente significava desenhos em tomo (鞆), um protetor de braço usado por um arqueiro, enquanto outros o veem como tomoe magatama estilizado.. Trata-se de um elemento de design comum em emblemas de famílias japonesas (家纹 kamon) e logotipos corporativos, particularmente, em verticilos triplicados conhecido como Mitsudomoe (三つ巴). Alguns veem o Mitsudomoe como representante da tríplice divisão (Homem, Terra e Céu), no coração da religião xintoísta. Também era um símbolo utilizado pelos samurais. Uma variante do Mitsudomoe, o Gomon Hidari, é o símbolo tradicional de Okinawa.

## Na Cultura Popular
- No animê/mangá Naruto, o Sharingan contém tomoes ao redor, a quantidade de tomoes no Sharingan varia de uma a três, três tomoes significam que o Sharingan está completamente amadurecido. O Selo Amaldiçoado do Céu também é constituído de três tomoes.
- No mangá/animê One Piece, o personagem Enel, também apresenta tal símbolo. O símbolo faz alusão ao deus Raijin, conhecido na mitologia japonesa por usar tambores com o Mitsudomoe e por ser o Deus do Raio.
- No jogo eletrônico Sekiro, o personagem Genichiro Ashina usa o titulo denominado Trovão Tomoe utilizando a técnica marcial Caminho de Tomoe onde é capaz de defletir raios na direção do jogador.

## Galeria

Símbolo: Mitsudomoe, muito presente no Taiko.
Símbolo: Futatsudomoe